# 交響曲第3番 (エルガー)
交響曲第3番 ハ短調 作品88は、エドワード・エルガーが1932年より英国放送協会（BBC）により委嘱され作曲を開始するも、エルガーの死去に伴い未完に終わった作品である。現在ではアンソニー・ペインが残されたスケッチを元に補筆構成したものが演奏される。
エルガーの交響曲で唯一の短調の作品であり、短調で始まり短調で終わる構成となっている。

## 作曲の経緯
1920年に妻キャロライン・アリスに先立たれて以降、エルガーの創作意欲は極端に後退していたが、友人であり批評家でもあるジョージ・バーナード・ショーが新しい交響曲を作曲するように勧めた。当初エルガーは渋っていたが、徐々に作曲に対して前向きになっていく。一説には女流ヴァイオリニストのヴェラ・ホックマンの存在に刺激を受けたからと言われている。
1932年、ショウの働きによりBBCが正式にエルガーに作品を委嘱し、作曲に取りかかる。作曲にあたり、ロンドン交響楽団のリーダー（コンサートマスター）のウィリアム・リードを自宅に呼び、自身のピアノ伴奏で彼にヴァイオリンを弾いてもらい構想を進めていった。しかし1933年9月、エルガーは病に倒れ、作業は中断した。翌1934年にエルガーは死去し、約130ページのスケッチが残されたまま未完に終わる。

## 補筆の経緯
スケッチは第1楽章の冒頭17小節など、ごく一部は総譜で書かれているものの、ほとんどがショート・スコアという形で、その上どう繋がるのかさえ判断がおぼつかない状態であった。エルガーはリードに「自分以外にこの曲は理解できないだろうから、未完に終わったらスケッチは燃やしてほしい」と伝えた。しかし、その一方で主治医には「もしかしたら後世の人が私の作品を補筆するかもしれない。もしそうなるならぜひとも素晴らしい作品になることを願っています」との発言も残しており、研究者の間でしばしば議論となる。結局リードはスケッチを燃やすことはなく、遺稿は大英図書館に保存された。
補筆に向かい急速に動き出すのは、1993年にBBCがワークショップのためにこの交響曲を演奏可能にしてほしいとペインに依頼したことに始まる。すでに1972年頃から個人的にこの曲を研究していたペインは、ただちにこの依頼を承諾し、比較的資料が多く残されていたスケルツォを補筆完成させる。ペインはこの時点では補筆が可能なのはここまでと考えており、エルガーの遺族も学問的試みを超えて作品を完成させることには反対した。しかし1995年、改めてスケッチを見たペインは、第1楽章のあるスケッチ部分が第1楽章の展開部ではないかと閃き、第1楽章を完成させる。このことに刺激を受けた彼は、全楽章補筆完成への意欲を燃やすようになる。当初はこれに反対した遺族も、2005年にエルガーの著作権が切れるといった理由もあり、徐々に態度を軟化させ、完成を依頼するようになる。補筆は1997年に完成し、アンドルー・デイヴィス指揮、BBC交響楽団によって録音が行われ、翌1998年に発売されたCDは大ヒットした。その後、同演奏者により同年2月15日にロンドンで世界初演された。

## 楽器編成
- 木管楽器
フルート3（第3奏者はピッコロ持ち替え）、オーボエ2、コーラングレ1、クラリネット2、バスクラリネット1、ファゴット2、コントラファゴット1
- 金管楽器
ホルン4、トランペット3、トロンボーン3、バス・チューバ1
- 打楽器、その他
ティンパニ、トライアングル、タンブリン、スネアドラム、バスドラム、タムタム、シンバル、ハープ2
- 弦楽器
第1ヴァイオリン、第2ヴァイオリン、ヴィオラ、チェロ、コントラバス

## 演奏時間
約58分（ブージー・アンド・ホークス社のスコア記載）

## 構成
補筆版は以下の楽章からなる。
エルガーは交響曲3番を作曲する際、自身が1923年に作曲した劇付属音楽『アーサー王』から多くの素材を流用していた。ペインの補筆版は上記した130ページのスケッチと劇付属音楽『アーサー王』を元に完成されている。

### 第1楽章 Allegro molto maestoso
ソナタ形式。ハ短調。第2主題には未完に終わったオラトリオ『最後の審判』のスケッチから（エルガー自身によって）流用されている。
- スケッチでは第1主題、第2主題、推移部、展開部（で使われたであろう）の多くの楽想がオーケストラ譜またはピアノ譜の書式で残されている。

IMSLPで閲覧できるスケッチ（抜粋）では約180小節。（IMSLPの抜粋は約40ページなため、さらに多くの詳細なスケッチが残されていると思われる。）

### 第2楽章 Scherzo－Allegro
三部形式。劇付属音楽『アーサー王』の第3曲「ウェストミンスターの宴席」から（エルガー自身によって）流用されている。
- スケッチではピアノとヴァイオリンの書式で第2楽章ほぼ全てのスケッチが完成している。

IMSLPで閲覧できるスケッチ（抜粋）では約130小節。

### 第3楽章 Adagio solenne
三部形式。
- スケッチでは冒頭とコーダにあたる部分、第1主題、第2主題、推移部がピアノスコアで残されている。

IMSLPで閲覧できるスケッチ（抜粋）では約60小節。

### 第4楽章 Allegro
ソナタ形式。ハ短調。第2主題は『アーサー王』の第1曲「王とベディヴィア卿」から（エルガー自身によって）流用されている。コーダにあたる部分のスケッチは残されていないため、ペインの創作となっている。最後は第1楽章の主題によるコーダ（交響曲第1、2番で用いられている手法）となり、タムタムと共に静かに終結する。これは、組曲『子供部屋』の「荷馬車の通過」にヒントを得たという。
- スケッチでは冒頭のファンファーレ、それに付随する躍動的な弦のパッセージ、第1主題、第2主題、推移部、展開部（で使われたであろう）の多くの楽想がオーケストラ譜またはピアノ譜の書式で残されている。また、展開部のスケッチは「王とベディヴィア卿」の中間部と酷似している。

IMSLPで閲覧できるスケッチ（抜粋）では約120小節。